# 矮孔頭鯛
矮孔頭鲷（学名：Melamphaes pumilus）为輻鰭魚綱奇鯛目大鱗鲷科的其中一種。分布於西大西洋，屬深海魚類，棲息深度50至400公尺，魚體在側面的邊緣中頭部有銳利的角，背鰭硬棘3枚；背鰭軟條14至16枚；臀鰭硬棘1枚；臀鰭軟條7至9枚，體長可達2.3公分。
其种加词“pumilus”意为“矮小的”。